# Орловка (Тюльганский район)
Орловка — упразднённая деревня в Тюльганском районе Оренбургской области. На момент упразднения входила в состав сельского поселения Благовещенский сельсовет. Исключена из учётных данных в 1999 году.

## География
Располагалась на левом берегу реки Средняя Чебенька в месте впадения в неё безымянного ручья, на расстоянии, примерно, 2,5 километра к юго-западу от села Благовещенка.

## История
По данным на 1931 год хутор Орловский состоял из 56 хозяйств. В административном отношении входил в состав Благовещенского сельсовета Каширинского района Средневолжского края.
По данным на 1939 год посёлок Орловка входил в состав Благовещенского сельсовета Екатериновского района. В посёлке действовал колхоз «Красная заря».
Распоряжением Главы администрации Оренбургской области от 23 июля 1999 г. № 670-р деревня исключена из учётных данных.

## Население
По данным на 1930 год в хуторе проживало 328 человек, основное население — русские.